# 96 сати: Истанбул
96 сати: Истанбул (енгл. Taken 2) је акциони филм из 2012. редитеља Оливјеа Мегатона и наставак филма 96 сати из 2008. Сценаристи су Лик Бесон и Роберт Марк Кејмен. Продуцент филма је Лик Бесон. Музику је компоновао Натанијел Мешали.
Глумачку екипу чине Лијам Нисон, Меги Грејс, Фамке Јансен, Раде Шербеџија, Лиланд Орсер, Џон Грајс, Ди-Би Свини и Лук Грајмс.
Светска премијера филма је била 5. октобра 2012. у САД. Буџет филма је износио 43 000 000 долара, а зарада од филма је 376 000 000 долара. 2015. године је снимљен наставак 96 сати: У бегу.

## Радња
Лијам Нисон се враћа као Брајан Милс, пензионисани агент ЦИА-е с посебним вештинама кога ништа није могло да спречи да спаси своју кћерку Ким из руку албанских отмичара. Када се отац једног од отмичара, кога је притом убио, закуне на освету и зароби Брајана и његову жену за време породичног одмора у Истанбулу, Брајан позива Ким да им помогне у бегу и користи се својим специјалистичким знањима и вештинама да одведе своју породицу на сигурно и систематски, једног по једног, побије све отмичаре. 

## Улоге
| Глумац         | Улога        |
| -------------- | ------------ |
| Лијам Нисон    | Брајан Милс  |
| Меги Грејс     | Ким Милс     |
| Фамке Јансен   | Ленор Милс   |
| Раде Шербеџија | Мурад Хоџа   |
| Лиланд Орсер   | Сам Гилрој   |
| Џон Грајс      | Марк Кејси   |
| Ди-Би Свини    | Берни Харис  |
| Лук Грајмс     | Џејми Конард |